# Fossa Drusiana

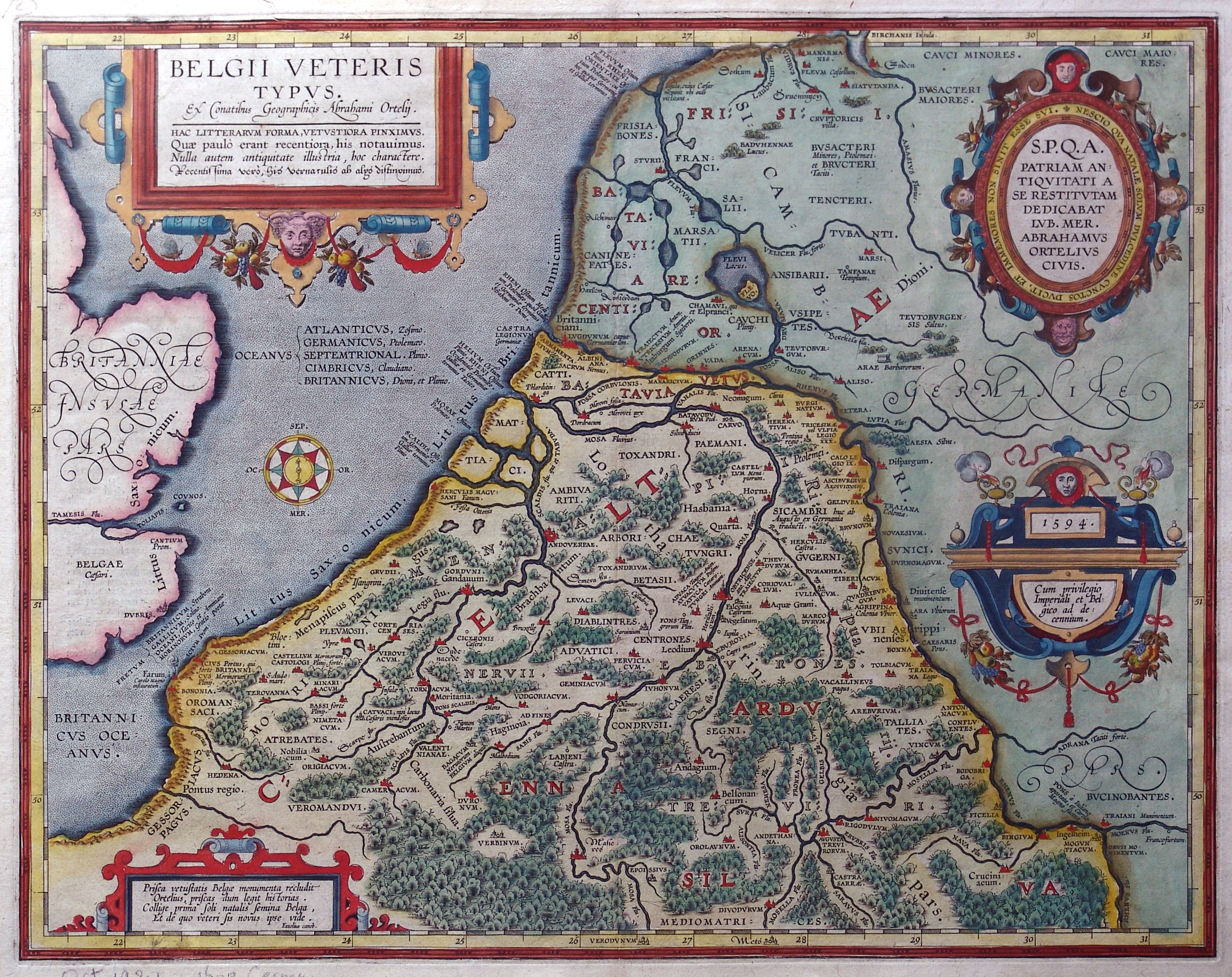
Karte mit Fossa Drusiana ab Arenacum

Fossa Drusiana, dt.: Drususkanal, ist der überlieferte Name eines römischen Kanals (oder mehrerer Kanäle), den der Feldherr Drusus zu Beginn der Drusus-Feldzüge in Germania magna ab dem Jahr 12 v. Chr. anlegen ließ.

## Antike Überlieferung
Die historiographischen Quellen, die den Drususkanal bezeichnen, sind folgende:
Sueton, Claudius 2–4:

„Dieser Drusus hatte als Quaestor und Praetor ein Kommando im Rätischen, danach im Germanischen Krieg; in dieser Funktion segelte er als erster römischer Feldherr über den nördlichen Ozean und legte jenseits des Rheins Kanäle an; diese Arbeit trieb er tätig voran, es war ein gewaltiges Unternehmen. Diese Kanäle führen bis in unsere Zeit noch immer seinen Namen.“

Tacitus, Annales 2,8:

„Der Caesar (Germanicus) hatte die Verpflegung vorausgesandt, die Legionen und die Bundesgenossen auf die Schiffe verteilt und war in den nach Drusus benannten Kanal eingelaufen, wobei er zu seinem Vater betete, er möge ihm, da er jetzt das gleiche Wagnis auf sich nehme, huldreich und gnädig mit seinem Vorbild und dem Gedenken an seine Maßnahmen und Bauten zur Seite stehen.“

## Moderne Forschung

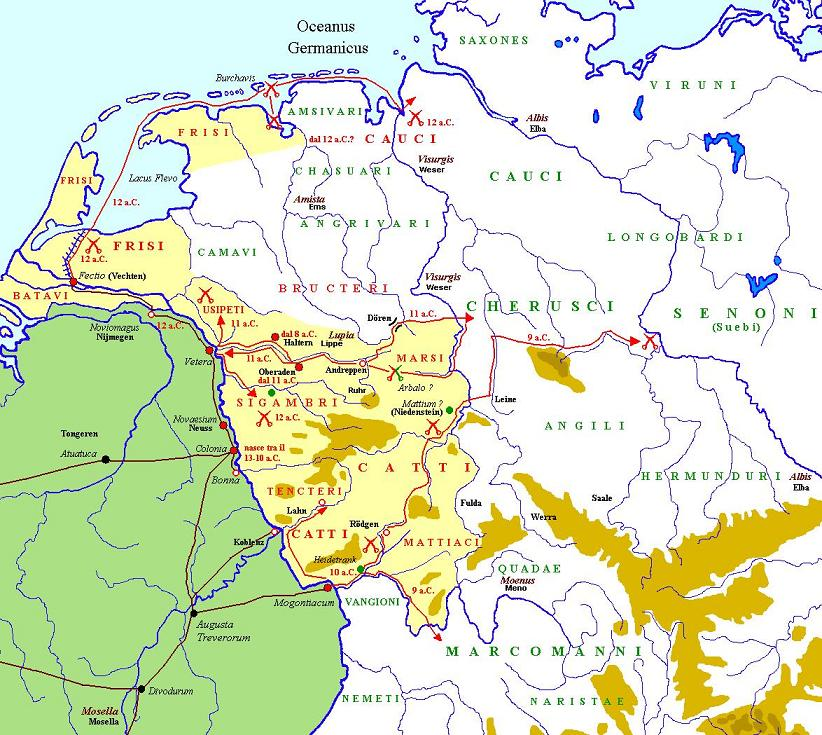
Feldzüge des Drusus in Germanien 12 v. Chr. bis 9 v. Chr.

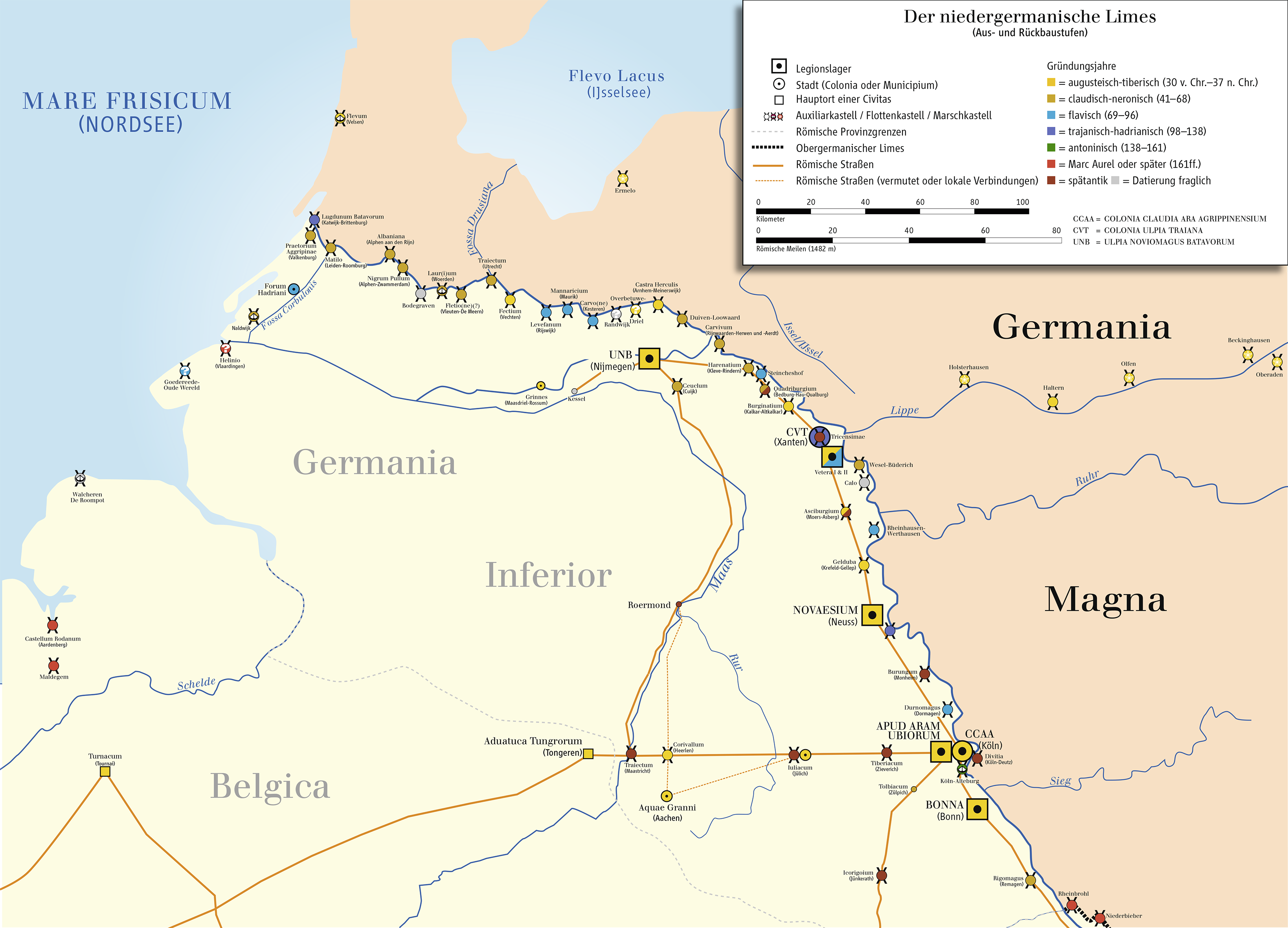
Der niedergermanischen Limes und die mögliche Lage des Kanals

Die genaue Lage des Kanals ist nicht bekannt, da der Rhein (Rhenus) bzw. das Rheindelta ein mäandrierender Tieflandstrom war. Es wurde angenommen, dass der Kanal den Rhein bei Arnheim bzw. Westervoort mit der IJssel bei Doesburg verband und heute unter dem Namen Gelderse IJssel bekannt ist. Neuere Forschung scheint aber nachzuweisen, dass der IJsselabschnitt zwischen Arnheim und Doesburg erst im frühen Mittelalter entstanden ist. Auch die Utrechtse Vecht zwischen Traiectum (Utrecht) und dem Lacus Flevo kommt als Teil der Fossa Drusiana in Frage. Nach einer neueren Theorie wird aber von einem zweiten Kanal ausgegangen, der vom Lacus Flevo zum Wattenmeer führte. Tatsächlich entstand rund um die Zeitenwende erstmals eine Verbindung zwischen Lacus Flevo und dem Wattenmeer. Weiterhin wird heute in Betracht gezogen, dass die Lange Renne ehemals ein Teil dieses Kanalsystems war. Eine bereits in römischen Zeiten bestehende Verbindung von der Langen Renne bis zur Oude IJssel, dem historischen Oberlauf der IJssel, der bei Doesburg in diese mündet, ist aber noch nicht nachgewiesen.
Mit Hilfe des von Drusus gebauten Kanalsystems wurde eine durchgehende Wasserstraße vom Rhein zum Wattenmeer und anschließend zur Nordsee (Mare Germanicum) hergestellt, so dass die römische Rheinflotte die Nordsee erreichen und damit die dort ansässigen germanischen Stämme von See aus bedrohen konnte. Außerdem konnte das Römische Heer von Ems- (Amasia), Weser- (Visurgis) und Elbmündung (Albis) aus logistisch unterstützt werden.
Drusus führte die Rheinflotte durch die Zuidersee in die Nordsee. Es war für Rom wichtig, Seestreitkräfte und Versorgungseinheiten über die Wasserwege in den Norden schicken zu können. Die Friesen und Chauken verfügten nur über leichte Einheiten und so konnte Drusus mit seiner überlegenen Flottenstärke etwa in die Wesermündung einlaufen und die dort siedelnden germanischen Stämme besiegen.

## Drususdamm
Drusus ließ auch einen Drususdamm bauen, welcher vielleicht beim Lager Carvium (nachgewiesen 1938) zwischen Herwen und Aerdt beim heutigen Pannerden, zwischen Kleve und Arnheim, das Rheinwasser nordwärts in den Alten Rhein – und nicht südwestwärts in die Waal – lenken sollte. Tacitus schreibt (Historiae 5,19): quin et diruit (Civilis) molem a Druso Germanico factam; und (Annales 13,53): ille (Paullinus Pompeius) inchoatum ante tres et sexaginta annos a Druso aggerem coercendo Rheno absolvit.
Der Emmericher Oberlehrer Andreas Dederich (1869) identifizierte den Damm noch mit dem Deich vor Rindern (Arenacum) gegen den Altrhein, der zugleich eine Militärstraße (Römerstraße) vom Hauptlager Nimwegen (Ulpia Noviomagus Batavorum) gewesen sei. Der niederländische Provinzialrömische Archäologe Jan Hendrik Holwerda (1926) hielt das alte Flussbett der Linge für die Stelle des Damms. Die Identifizierung ist schwierig, weil sich das Flusssystem an dieser Stelle mehrfach stark verändert hat.

## Historische Quellen
- Sueton, Claudius 2-4,
- Tacitus, Annales II / 8.